# Mattia Gavazzi
Pour les articles homonymes, voir Gavazzi.
Mattia Gavazzi (né le 14 juin 1983 à Iseo, dans la province de Brescia, en Lombardie) est un coureur cycliste italien.

## Biographie
Mattia Gavazzi est issu d'une famille de cycliste. Son père Pierino a été coureur professionnel de 1973 à 1992 et son frère aîné Nicola Gavazzi a été cycliste professionnel de 1999 à 2004.
En amateur, Mattia Gavazzi est vainqueur d'étape sur le Baby Giro en 2004. Cette année-là, il est contrôlé positif à la cocaïne, ce qui lui vaut une suspension de 14 mois entre novembre 2004 et janvier 2006.
Mattia Gavazzi commence sa carrière professionnelle en 2006 dans l'équipe Team LPR. À la mi-saison, il rejoint la formation Amore e Vita. Auteur de plusieurs places d'honneur durant cette saison, il est recruté l'année suivante par Kio Ene. Il remporte six victoires durant l'année, dont trois étapes du Tour de Normandie, démontrant son talent de sprinter.
En 2008, il demeure au sein de la même formation qui devient Preti Mangimi. Il signe en février une deuxième place d'étape au Tour de la province de Grosseto, derrière Danilo Napolitano et devant Filippo Pozzato. Le mois suivant, il est à nouveau deux fois second à la Semaine internationale Coppi et Bartali, battu par Francesco Chicchi. En avril, il remporte une étape de la Semaine cycliste lombarde, puis en mai le Tour de Toscane en devançant Chicchi. Il est vainqueur d'étape du Circuit de Lorraine en mai et du Brixia Tour en juillet.
En 2009, il rejoint l'équipe continentale professionnelle italienne Serramenti PVC Diquigiovanni - Androni Giocattoli. Vainqueur d'étape au Tour de San Luis en janvier, il s'impose à quatre reprises lors du Tour de Langkawi et est premier du classement général à l'issue des quatre premiers jours de course. Il gagne une étape de la Semaine Lombarde en avril, trois étapes du Tour du Venezuela en juin, et deux étapes du Brixia Tour en juillet. Avec onze victoires, il est l'un des coureurs ayant le plus gagné de courses des calendriers UCI durant la saison.
Gavazzi change à nouveau d'équipe en 2010 et intègre Colnago-CSF Inox. Lors du prologue de la Semaine cycliste lombarde, en avril, il fait l'objet d'un contrôle positif à la cocaïne. Le tribunal antidopage du Comité olympique national italien (CONI) lui inflige une suspension de six ans, puis la réduit à deux ans et demi en raison de sa coopération avec les enquêteurs du CONI. Sa victoire d'étape lors de la Semaine lombarde est annulée. Il est autorisé à courir de nouveau en compétition à partir du 20 septembre 2012.
Recruté par l'équipe Androni Giocattoli, Mattia Gavazzi reprend la compétition en janvier 2013 au Tour de San Luis et remporte la 7e étape. Il rompt son contrat avant la saison 2014. Il signe dans la foulée avec l'équipe Christina Watches-Kuma.
Le 12 avril 2016, il est annoncé que Gavazzi est provisoirement suspendu par l'UCI pour un contrôle positif à la cocaïne lors du Tour du lac Qinghai 2015. Il s'agit de son troisième contrôle positif à cette substance au cours de sa carrière. Il est retiré de l'effectif le 1er juillet 2016 et suspendu quatre ans avec effet rétroactif à compter du 10 juillet 2015.

## Palmarès
| - 2002 - Gran Premio San Gottardo - Coppa Mobilio Ponsacco - 2003 - Gran Premio San Gottardo - Trophée Antonietto Rancilio - Circuito Isolano - Coppa San Biagio - Trofeo PLL - Circuito Salese - Gran Premio San Rocco - Coppa del Mobilio - 2e de la Coppa Comune di Canneto sull'Oglio - 3e de la Coppa Caduti di Buscate - 3e de la Targa Libero Ferrario - 3e du Trofeo Angelo Schiatti - 2004 - Gran Premio Industria Commercio e Artigianato di Pregnana - Trophée Visentini - Circuito del Porto-Trofeo Arvedi - Alta Padovana Tour - Medaglia d'Oro Pagani-Landoni - 10e étape du Baby Giro - Coppa San Biagio - Gran Premio Agostano - Trofeo Papà Cervi - Trofeo Banca Reggiana Credito Cooperativo - Trophée Lampre - 100 Km. di Nuvolato - Coppa Comune di Canneto - 2e du Grand Prix de Roncolevà - 2e de la Targa Libero Ferrario - 3e du Trophée Antonietto Rancilio - 3e du Circuito dell'Assunta - 3e du Gran Premio Comune di Galliavola - 3e du Gran Premio San Rocco - 3e de la Medaglia d'Oro Ottavio Bottecchia - 2007 - 2e et 3e étape de la Jadranska Magistrala - 1re, 2ea et 2eb du Tour de Normandie - 2e étape du Tour de Navarre | - 2008 - 2e étape de la Semaine cycliste lombarde - Tour de Toscane - 5e étape du Circuit de Lorraine - 5e étape du Brixia Tour - 2009 - 1re étape du Tour de San Luis - 1re, 2e, 3e et 6e étapes du Tour de Langkawi - 3e étape de la Semaine cycliste lombarde - 3ea, 3eb et 4e étapes du Tour du Venezuela - 1rea et 5e étapes du Brixia Tour - 2013 - 7e étape du Tour de San Luis - Tour de Toscane - 3eb étape du Sibiu Cycling Tour - 3e étape du Tour du Venezuela - 2e de la Châteauroux Classic de l'Indre - 2014 - 11e et 13e étapes du Tour du lac Qinghai - 2e étape du Tour de Chine I - 1re étape du Tour de Chine II - 3e étape du Tour de Fuzhou - 3e de Banja Luka-Belgrade I - 2015 - 6e étape du Tour du Mexique - 2e étape du Tour d'Estonie - 8e, 10e, 11e et 13e étapes du Tour du lac Qinghai - Tour de Chine II : - Classement général - 1re, 4e et 5e étapes - 1re et 3e étapes du Tour de Fuzhou - 3e du Grand Prix Adria Mobil - 3e de Croatie-Slovénie |  |

## Résultats sur les grands tours

### Tour d'Italie
1 participation 
- 2013 : exclu (16e étape)

## Classements mondiaux
| Année                                 | 2006 | 2007 | 2008 | 2009 | 2010 | 2011 | 2012 | 2013 | 2014 | 2015 |
| ------------------------------------- | ---- | ---- | ---- | ---- | ---- | ---- | ---- | ---- | ---- | ---- |
| Calendrier mondial                    |      |      |      | nc   | 277e |      |      |      |      |      |
| UCI Europe Tour                       | 476e | 177e | 38e  | 175e | 170e | nc   | nc   | 45e  | 569e | 329e |
| UCI Asia Tour                         | nc   | nc   | nc   | 12e  | nc   | nc   | nc   | nc   | 26e  | 5e   |
| UCI America Tour                      | nc   | nc   | nc   | 21e  | nc   | nc   | nc   | 114e | nc   | 315e |
|                                       |      |      |      |      |      |      |      |      |      |      |
| Légende : nc = non classéSource : UCI |      |      |      |      |      |      |      |      |      |      |